# Beast from the East
| Recensione | Giudizio |
| ---------- | -------- |
| AllMusic   |          |

Beast from the East è il primo album dal vivo del gruppo musicale statunitense Dokken, pubblicato il 16 novembre 1988 dalla Elektra Records. È stato registrato in occasione di alcuni concerti in Giappone nell'aprile del 1988, mentre il gruppo era impegnato nel tour promozionale dell'album Back for the Attack. La pubblicazione è avvenuta pochi mesi prima del momentaneo scioglimento dei Dokken.
L'album presenta versioni dal vivo di alcune delle canzoni più famose della band. Include inoltre la traccia inedita registrata in studio Walk Away, pubblicata come singolo promozionale e accompagnata da un videoclip che mostra i Dokken esibirsi sulle cime delle Santa Monica Mountains.
Il disco ha fatto guadagnare al gruppo la sua prima e unica nomination ai Grammy Awards per la Miglior interpretazione metal, persa in favore del brano One dei Metallica nel 1990.
L'album ha raggiunto la 33ª posizione della Billboard 200 ed è stato certificato disco d'oro dalla RIAA negli Stati Uniti.

## Tracce

### Versione LP
Disco 1
1. Unchain the Night – 5:38 (Don Dokken, George Lynch, Jeff Pilson, Mick Brown)
2. Tooth and Nail – 3:18 (Lynch, Pilson, Brown)
3. Standing in the Shadow – 4:27 (Dokken, Lynch, Pilson)
4. Sleepless Nights – 4:08 (Lynch, Pilson, Brown)
5. Dream Warriors – 4:09 (Lynch, Pilson)
6. Kiss of Death – 5:21 (Dokken, Lynch, Pilson)
7. When Heaven Comes Down – 3:44 (Lynch, Pilson, Brown)
8. Into the Fire – 5:02 (Dokken, Lynch, Pilson)
9. Mr. Scary – 8:13 (Lynch, Pilson)

Disco 2
1. Heaven Sent – 5:12 (Dokken, Lynch, Pilson)
2. It's Not Love – 6:14 (Dokken, Lynch, Pilson, Brown)
3. Alone Again – 5:34 (Dokken, Pilson)
4. Just Got Lucky – 5:02 (Lynch, Pilson)
5. Breaking the Chains – 3:55 (Dokken, Lynch)
6. In My Dreams – 5:02 (Dokken, Lynch, Pilson, Brown)
7. Turn on the Action – 4:58 (Lynch, Pilson, Brown)
8. Walk Away (inedito in studio) – 5:00 (Dokken, Lynch, Pilson)

### Versione CD
1. Unchain the Night – 5:38 (Dokken, Lynch, Pilson, Brown)
2. Tooth and Nail – 3:18 (Lynch, Pilson, Brown)
3. Dream Warriors – 4:09 (Lynch, Pilson)
4. Kiss of Death – 5:21 (Dokken, Lynch, Pilson)
5. When Heaven Comes Down – 3:44 (Lynch, Pilson, Brown)
6. Into the Fire – 5:02 (Dokken, Lynch, Pilson)
7. Mr. Scary – 8:23 (Lynch, Pilson)
8. Heaven Sent – 5:12 (Dokken, Lynch, Pilson)
9. It's Not Love – 6:14 (Dokken, Lynch, Pilson, Brown)
10. Alone Again – 5:34 (Dokken, Pilson)
11. Just Got Lucky – 5:02 (Lynch, Pilson)
12. Breaking the Chains – 3:55 (Dokken, Lynch)
13. In My Dreams – 5:02 (Dokken, Lynch, Pilson, Brown)
14. Walk Away (inedito in studio) – 5:00 (Dokken, Lynch, Pilson)

## Formazione
- Don Dokken – voce
- George Lynch – chitarra solista
- Jeff Pilson – basso, chitarra ritmica, tastiere, cori
- Mick Brown – batteria, cori